# Phytomyza cnidii
Phytomyza cnidii är en tvåvingeart som beskrevs av Griffiths 1973. Phytomyza cnidii ingår i släktet Phytomyza och familjen minerarflugor.
Artens utbredningsområde är Northwest Territories, Kanada. Inga underarter finns listade i Catalogue of Life.